# Marathon (álbum)
Marathon é o décimo álbum de estúdio da banda americana Santana, lançado em outubro de 1979 e chegou a 25ª posição nas paradas da Billboard.
A canção "You Know That I Love You" também figurou na Billboard Hot 100, alcançando a 35ª colocação.

## Faixas
| N.º | Título                     | Música                       | Duração |  |
| 1.  | "Marathon"                 | Santana                      | 1:28    |  |
| 2.  | "Lightning in the Sky"     | Santana, Solberg             | 3:52    |  |
| 3.  | "Aqua Marine"              | Pasqua, Santana              | 5:35    |  |
| 4.  | "You Know That I Love You" | Ligertwood, Pasqua, Santana  | 4:26    |  |
| 5.  | "All I Ever Wanted"        | Ligertwood, Santana, Solberg | 4:03    |  |
| 6.  | "Stand Up"                 | Santana, Solberg             | 4:02    |  |
| 7.  | "Runnin'"                  | Margen                       | 1:38    |  |
| 8.  | "Summer Lady"              | Ligertwood, Pasqua, Solberg  | 4:23    |  |
| 9.  | "Love"                     | Santana, Solberg             | 3:22    |  |
| 10. | "Stay (Beside Me)"         | Santana                      | 3:50    |  |
| 11. | "Hard Times"               | Ligertwood, Margen, Pasqua   | 3:58    |  |